# Датско-южноафриканские отношения
Датско-южноафриканские отношения — двусторонние дипломатические отношения между Данией и Южно-Африканской Республикой. У Дании имеется посольство в Претории, а Южная Африка имеет посольство в Копенгагене. Дания последовательно выступала против существовавшего в ЮАР режима апартеида. В 1996 году королева Маргрете II осуществила визит в Южную Африку, а в 1999 году президент Нельсон Мандела посетил Данию.

## История
Начиная с 1960-х годов Дания очень активно сотрудничала с Южной Африкой, в 1995 году в рамках программы помощи Дания выделила ЮАР 4 млрд датских крон. Дания остаётся убежденным сторонником программы НЕПАД. С 1994 года начался рост товарооборота между странами. Между странами налажено и культурное взаимодействие: существует Датское общество в Южной Африке (www.danish.co.za) и бизнес-сообщество Nordic-South African Business Association (www.nsba.co.za).